# 辛杜帕尔乔克县
27°46′N 85°42′E / 27.767°N 85.700°E
辛杜帕尔乔克县(羅馬化：Sindhupālchōk Jillā)，和尼泊尔77个县之一，隶属于巴格马蒂省。县治是查乌塔拉。

## 行政区划
辛杜帕尔乔克县，被分为3个选区，79个乡。